# Mija (gora)
Mija (it. Mont Mia) je mejna gora med Slovenijo in Italijo. Dviga se nad Breginjskim kotom in Kobariško dolino ter Slovensko Benečijo. Vrh je visok 1237m in leži na italijanski strani.

## Zgodovina

### Gozdna železnica na planini Mija
Železnica je bila prometna pot za prevoz lesa izpod pobočij planine Mija do gozdne žičnice na planini Globočanac (it. Colle Clabociana) nad naseljem Podbela v občini Kobarid.
Po končani prvi svetovni vojni je italijansko privatno podjetje v okolici Štupice (it. Stupizza) pričelo izkoriščati gozdove. S tem namenom je v letih 1923 do 1925 izgradilo več gozdnih žičnic. Ena od njih je potekala iz doline Pradol nad Štupico proti planini Globočanac (883 mnm), pod planino Mija. Pod Globočancem je bila zgornja postaja žičnice in prekladalna ploščad. Na tem mestu se je pričela gozdna železnica, ki je tekla proti severuvzhodu po današnjem slovenskem ozemlju v pobočje Mije. 
Proga je bila dolga okoli 3,5 km in je potekala po težavnem kraškem terenu z vrsto suhozidnih kamnitih nasipov in opornih zidov. Podrobnejši tehnični podatki o sami progi so žal izgubljeni, vendar g. Brate v knjigi Gozdne železnice na Slovenskem predvideva, da je bila tirna širina 60 cm. Delavci so tovorne vagončke ročno porivali v gozd, od koder so se naloženi samotežno vračali do žičnice, saj je imela proga enakomeren padec. Še pred drugo svetovno vojno so bili gozdovi pod Mijo posekani, zato so progo opustili, tirnice pa pustili ležati v gozdu.

### Gozdna železnica na spodnji planini Mija
Predstavljala je prometna pot za prevoz lesa v dolino reke Nadiže pri naselju Robič v občini Kobarid. Leta 1935 so tirnice opuščene gozdne železnice na planini Mija, ki so ležali v gozdovih pod Mijo, razstavili in jih prenesli na planino Spodnja Mija, ki se razprostira na višini okoli 800 mnm nad naseljem Podbela v občini Kobarid.
Po progi, ki je bila dolga 2,5 km, s tirno širino 60 cm in enakomernim padcem, so samotežno prevažali les do zgornje postaje gozdne žičnice, od koder so ga spuščali proti Robiču v dolino Nadiže. Proga med drugo svetovno vojno ni obratovala, pa tudi takoj po vojni dolgo časa ni bila v uporabi. Okoli leta 1959 so iz njenih ostankov zgradili novo in krajšo progo, vendar ni dočakala dolgega obratovanja, saj jo je nadomestila gozdna cesta.